# Serie A Women's Cup
La Serie A Women's Cup è una competizione calcistica italiana sotto forma di coppa di lega riservata a formazioni di calcio femminile, che si tiene sotto l'egida della FIGC. È organizzata a cadenza annuale dalla divisione calcio femminile della stessa FIGC.
Essa è riservata ai club sportivi partecipanti al campionato nazionale di primo livello, la Serie A.

## Storia
Nel 2025 è stato annunciato dalla FIGC che una nuova competizione chiamata Serie A Women's Cup sarebbe iniziata dalla stagione 2025-2026 e che vi avrebbero partecipato solamente le squadre di Serie A.

## Formula
La formula prevede la disputa di tre gironi da quattro squadre, con gare di sola andata, due semifinali ad eliminazione diretta in gara unica e la finale, anch'essa in gara unica.
I 12 club sono stati divisi in quattro urne da tre squadre ciascuna, seguendo una graduatoria che ha tenuto conto del piazzamento delle squadre nella stagione precedente.
Accedono alla fase finale le prime classificate di ogni girone e la migliore seconda.